# Панов, Фёдор Андреевич
Фёдор Андреевич Панов (1804—1870) — генерал-лейтенант, военный губернатор Области Сибирских киргизов, участник Туркестанских походов.

## Биография
Происходил из дворян Ярославской губернии, образование получил в Императорском военно-сиротском доме, из которого в 1825 году был выпущен прапорщиком с назначением в свиту по квартирмейстерской части.
В 1831 году в чине поручика Панов был назначен старшим адъютантом Главного штаба 1-й армии и в том же году был произведён в штабс-капитаны с переводом в Генеральный штаб. В 1834 году, вследствие упразднения Главного штаба 1-й армии, Панов был назначен старшим адъютантом в штаб 4-го пехотного корпуса по части Генерального штаба и занимал эту должность три года. В этот период он был награждён орденом Св. Владимира 4-й степени и произведён в капитына.
27 ноября 1838 года Панов был определён в число офицеров, полагавшихся по штату при Главной квартире действующей армии, для разных работ по канцелярии и особых поручений, а в следующем году за отличие по службе был произведён в подполковники и назначен начальником 1-го отделения Управления генерал-квартирмейстера действующей армии; пробыл он в этой должности 9 лет. В 1848 году за отличие по службе был произведён в полковники и 1 марта 1848 года назначен старшим адъютантом и в составе штаба армии участвовал в Венгерской кампании 1849 года: принимал участие в сражениях под Вайценом (5 июля) и под Дебречином (21 июля); за отличия был награждён орденами Св. Анны 2-й степени и австрийским орденом Железной короны.
За беспорочную выслугу 25 лет в офицерских чинах 26 ноября 1851 года Панов был награждён орденом Св. Георгия 4-й степени (№ 8636 по кавалерскому списку Григоровича — Степанова).
2 августа 1854 года Панов был определён в распоряжение начальника Главного штаба и генерал-квартирмейстера действующей армии для особых поручений; в 1856 году был награждён орденом Св. Владимира 3-й степени.
В начале 1857 года он был назначен военным губернатором Семипалатинской области и произведён в генерал-майоры. Пробыв в этой должности шесть лет, Панов 10 апреля 1863 года был назначен командующим войсками Семипалатинской области с оставлением в должности военного губернатора, а в следующем году был произведён в генерал-лейтенанты и награждён орденом Св. Анны 1-й степени с короной и мечами. На этой должности Панов неоднократно предпринимал походы в степь и обеспечивал тыловое прикрытие действий передовых отрядов Циммермана и Колпаковского.
В начале 1865 года Панов был переведён военным губернатором Области сибирских киргизов и командующим местными войсками, а через год, отозванный с этого поста, назначен состоять при министре внутренних дел с оставлением в Генеральном штабе. Последней наградой ему был орден Св. Владимира 2-й степени, полученный им 3 мая 1867 года.
С 1866 года состоял при Министерстве внутренних дел.
Умер в 1870 году и погребён на Смоленском кладбище в Санкт-Петербурге.